# Нью-Касл (город, Делавэр)
Нью-Ка́сл (англ. New Castle) — город в одноимённом округе американского штата Делавэр. Расположен на берегу реки Делавэр в 10 км от окружного центра Уилмингтона. Согласно оценкам 2019 года, население города составляло 5392 человека (10-й в штате).

## История
До появления европейцев на месте современного города существовало индейское поселение Томаконк, название которого можно перевести как «Бобровое угодье». В 1651 году голландцы, возглавляемые Питером Стёйвесантом, основали здесь форт Казимир для подтверждения претензии на окружающие земли, интерес к которым также проявляли шведы, чьё главное поселение форт Кристина находилось лишь в 10,5 км к северу. В Троицын день 1654 года новоназначенный шведский губернатор Юхан Рисинг, решив обезопасить себя от столь близкого голландского присутствия, захватил Казимир и переименовал его в Трефальдигхет (Троицын форт). Прибывшие осенью следующего года голландцы разбили шведов и присоединили их поселения, оставив им частичную автономию. Возвращённое поселение, переименованное к тому моменту в Новый Амстел, стало столицей региона. Данное событие благотворно сказалось на жизни городка: в нём был разбит существующий и поныне парк, а также построены дорожная сеть и так называемая
Широкая дамба — первая на территории США.
В 1664 году англичане, без объявления войны войдя в гавань Нового Амстердама, принудили Питера Стёйвесанта к сдаче всех Новых Нидерландов. Новыми властями форт был переименован в Нью-Касл. Нидерланды ненадолго вернули его в 1673 году в ходе Третьей англо-голландской войны, но вскоре вернули его по условиям Вестминстерского договора.В 1680 году герцог Йоркский, будущий король Англии Яков II передал Нью-Касл Уильяму Пенну, впервые ступившему здесь на американскую землю 27 октября 1682 года. Права Пенна на полученные им территории пытался оспорить Чарльз Калверт, 3-й барон Балтимор, в результате тяжба о размежевании земель длилась до утверждения Линии Мэйсона — Диксона в 1763—1767 годах. Купол здания суда Нью-Касла стал центром так называемого Двенадцатимильного круга — дуги, прочерчивающей северную границу штата.
До основания Пенном Филадельфии в Нью-Касле располагалось региональное правительство. Поскольку привыкших к либеральным порядкам поселенцев напрягало консервативное влияние квакеров, они ходатайствовали о предоставление Делавэру самоуправления, что и было сделано в 1702 году, а в 1704 году колония окончательно была отделена от Пенсильвании. Нью-Касл снова получил статус столицы. В феврале 1777 года Джон МакКинли был избран первым президентом Делавэра (позднее должность переименована в «губернатор»). В мае того же года вследствие осады Нью-Касла Уильямом Хау правительство штата было перенесено на юг, в Довер.
После победы революции город процветал за счёт выгодного географического положения (в устье реки Делавэр и на минимальном расстоянии от омывающего другой берег полуострова Делмарва Чесапикского залива), способствовавшего развитию торговли. Для облегчения сообщения между двумя водными путями построена сначала обычная, а потом и железнодорожная (1828 год, вторая линия в стране) магистрали, оканчивавшиеся во Френчтауне, где пассажиры пересаживались на пакетботы и на них добирались до Балтимора. Однако к 1840 году ситуация изменилась: была построена железнодорожная линия между Балтимором и Филадельфией с остановкой в соседнем Уилмингтоне, вследствие чего пассажиропоток, а с ним и доходы города, стал ослабевать. После Гражданской войны администрация округа была перенесена в Уилмингтон.
Экономический спад в Нью-Касле среди долговременных последствий имел и то, что жители города стали реже заниматься перестройкой своих домов, вследствие чего многие здания сохранили свой исторический вид. С 1927 года в городе, обычно в третью субботу мая, проходит День старого Нью-Касла: местные жители, одевшись в костюмы колониальной эпохи, ходят по историческим зданиям, взимаемая за вход в которые плата идёт на их поддержание в надлежащем состоянии.